# Commandant der Zeemacht in Nederland
De commandant der Zeemacht in Nederland (CZMNED) was bij de Koninklijke Marine de Vlagofficier (in de rang van Viceadmiraal) die het bevel voerde over de marine-eenheden in Europa; het Commandement der Zeemacht in Nederland.
De functie stond onder de Bevelhebber der Zeestrijdkrachten (BDZ), naast de Commandant van het Korps Mariniers (CKMARNS) en de Commandant der Zeemacht in het Caribisch Gebied (CZMCARIB).
Eind 2005 werd een nieuwe organisatiestructuur ingevoerd bij de marine. De functie van BDZ werd afgeschaft en die van CZMNED werd opgewaardeerd tot Commandant Zeestrijdkrachten (CZSK). De CKMARNS is nu Plaatsvervangend CZSK en het Commando Zeestrijdkrachten Caribisch Gebied (CZMCARIB) is ondergebracht in de organisatiestructuur van het Commando Zeestrijdkrachten (CZSK). De CZSK staat onder de (nieuwe functie van) Commandant der Strijdkrachten (CDS).
CZMNED was met zijn staf gevestigd in Den Helder in het monumentale gebouw genaamd Paleis, naast het Koninklijk Instituut voor de Marine Inmiddels is de staf verhuisd naar de Marinehaven. Het oude officiersverblijf gebouw Albatros is verbouwd en is omgedoopt in Admiraliteit.

## Namenlijst commandant der Zeemacht
- Viceadmiraal G.W. Stöve; 1945-1946
- Schout-bij-nacht J.A. Gauw; 1946-1947
- Vice admiraal J.J.L. Willinge; 1947-1949 en van 1950-1951
- Schout-bij-nacht I.W. Reijnierse (ad interim); 1949-1950
- Schout-bij-nacht C.W. Slot; 1951-1952
- Viceadmiraal F.T. Burghard; 1952-1956
- Viceadmiraal G.B. Fortuyn; 1956-1960
- Viceadmiraal mr. A.N. baron de Vos van Steenwijk; 1960-1964
- Viceadmiraal L.E.H. Reeser; 1964-1966
- Viceadmiraal Jhr W.C.M. de Jonge van Ellemeet; 1966-1968
- Viceadmiraal A. van der Moer; 1968-1972
- Viceadmiraal B. Veldkamp; 1972-1975
- Viceadmiraal H.E. Rambonnet; 1975-1978
- Viceadmiraal mr. J.H.B. Hulshof; 1978-1982
- Viceadmiraal R. Krijger; 1982-1987
- Viceadmiraal J.D.W. van Renesse; 1987-1990
- Viceadmiraal F.J. Haver Droeze; 1990-1993
- Viceadmiraal L. Kroon; 1993-1995
- Viceadmiraal drs G.G. Hooft; 1995-1999
- Viceadmiraal L.L. Buffart; 1999-2002
- Viceadmiraal J. van der Aa; 2002-2005
- Viceadmiraal J.W. Kelder; 2005 (laatste CZMNED en tevens eerste commandant Zeestrijdkrachten)